# Diferenciació entre majúscules i minúscules
En informàtica, la diferenciació entre majúscules i minúscules (sovint usat en anglès case sensitivity) defineix si les lletres majúscules i minúscules es tracten com a lletres diferents o com a lletres equivalents. Quan hi ha activada la diferenciació entre majúscules i minúscules una mateixa lletra majúscula i minúscula es tracta com dos lletres diferents. En canvi, quan no hi ha entre majúscules i minúscules no es distingeix entre si la lletra es majúscula o minúscula. El context i les necessitats dels usuaris definiran si es necessària la diferenciació de majúscules i minúscules o no.

## Àrees d'importància
L'ús o no de la diferenciació entre majúscules i minúscules varia segons la situació:
- Cercadors: Quan els usuaris utilitzen un sistema de recuperació d'informació, com per exemple un motor de cerca, esperen que aquest diferenciï entre majúscules o no en funció del tipus de cerca que realitzin. Els usuaris que cerquin la paraula "gos" en un diari en línia probablement no vulguin diferenciar entre "Gos" o "gos", ja que es tracta d'una distinció escrita, no de sentit i, per tant, la paraula hauria de ser un resultat de la cerca tant si apareix al començament d'una frase com si no, en aquest sol·liciten una cerca sense diferenciació entre majúscules i minúscules. D'altra banda, els usuaris que cerquin informació sobre una marca, un nom humà o un nom de ciutat poden estar interessats a realitzar una operació en que es diferenciïn les majúscules de les minúscules per filtrar resultats irrellevants. Per exemple, algú que cerqui el nom "Mar" no voldria trobar referències al mar.
- Noms d'usuari: Els sistemes d'autenticació no solen entre majúscules i minúscules al interpretar un nom d'usuari, solen tractar a les majúscules i les minúscules com la mateixa lletra per fer que els noms d'usuari siguin més fàcils de recordar. A més així redueixen la complexitat d'escriptura i eliminen la possibilitat d'errors i fraus que es podrien donar en el cas que dos noms d'usuari fossin idèntics en tots els aspectes excepte en una de les seves lletres. Tanmateix alguns d'aquests sistemes preserven les majúscules i minúscules a l'hora de mostrar els caràcters del nom d'usuari perquè els usuaris puguin triar un nom estèticament agradable.
- Contrasenyes: Els sistemes d'autenticació si solen diferenciar entre les majúscules i les minúscules a l'hora de tractar les contrasenyes. Això permet als usuaris augmentar la complexitat de les seves contrasenyes.
- Noms de fitxers : Tradicionalment, els sistemes operatius semblants a Unix diferencien entre majúscules i minúscules quan tracten els noms de fitxers, mentre que Microsoft Windows no distingeix entre majúscules i minúscules, però, per a la majoria dels sistemes de fitxers, recorda les majúscules i minúscules .
- Noms de variables: Alguns llenguatges de programació distingeixen entre majúscules i minúscules per als seus noms de variables, mentre que altres no.